# Индустрия (Московская область)
Индустри́я — посёлок в Московской области России. Входит в городской округ Коломна.

## География
Расположен на правом берегу реки Северки (приток реки Москвы), к югу от деревни Горностаево.

## История
В 1994—2003 годах — центр Шкиньского сельского округа, с 2017 до 2020 гг. входил в Коломенский городской округ.

## Население
| 2002 | 2006  | 2010 |
| ---- | ----- | ---- |
| 1049 | ↗1060 | ↘980 |

## Достопримечательности
- Памятник архитектуры: Церковь Владимирской иконы Божией Матери, конец XVII века. Придел и колокольня сооружены в 1877 году по проекту архитектора П. С. Кампиони.[4]